# Marcus Urban
Marcus Urban (Weimar, Alemania, 4 de agosto de 1971; anteriormente Marcus Schneider)) es un jugador de fútbol no profesional alemán, que se hizo famoso tras la publicación de su biografía.
Urban creció en Turingia. Con 13 años entró en un internado deportivo. Tras la escuela, se convirtió en jugador nacional juvenil de la RDA.
Urban jugó en la década de 1990 en el equipo de fútbol Rot-Weiß Erfurt en el medio campo, en el segundo equipo, donde jugó contra profesionales como Frank Rost o Thomas Linke.
Más tarde estudió Sociología y Arquitectura en Weimar. En noviembre de 2007 salió del armario en una entrevista. En 2008 se editó una biografía con el título Versteckspieler. Die Geschichte des schwulen Fußballers Marcus Urban («Jugando al escondite. La historia del futbolista gay Marcus Urban»).
Urban trabaja en la actualidad como asistente de marketing y diseño en Hamburgo.